# Liste der Einträge im National Register of Historic Places im Hennepin County

Lage des Hennepin County in Minnesota

Die Liste der Einträge im Hennepin County umfasst rund 140 in das National Register of Historic Places eingetragenen Denkmäler und Ensembles, die sich im Hennepin County befinden. Ein Großteil davon resultiert aus der Gründung von Fort Snelling, der Nutzung der Wasserkraft an den Saint Anthony Falls und durch das enorme Wachstum der Stadt Minneapolis, die an den Wasserfällen liegt. Viele der historischen Stätten außerhalb von Minneapolis wiederum sind mit den Pionieren verbunden, die Missionen, Farmen und Schulen in den Gebieten errichteten, die heute in einer der wichtigen Metropolregionen Nordamerikas liegen.

## Historischer Zusammenhang

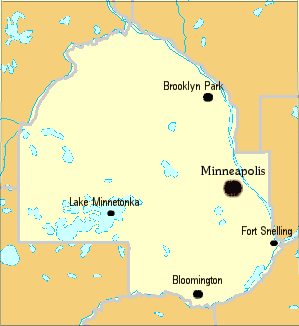
Hennepin County

Der Pfarrer Louis Hennepin war der erste Europäer, der die Region erkundete und den Wasserfällen 1680 den Namen gab. Die Wasserfälle mit der höchsten Fallhöhe am Lauf des Mississippi Rivers waren den Ojibwe und Sioux zwar bekannt, die Europäer erfuhren jedoch erst nach der Rückkehr Hennepins nach Frankreich von ihnen. Das Land östlich des Flusses gelangt 1763 unter die Verwaltung Englands und wurde nach dem Amerikanischen Unabhängigkeitskrieg 1783 ein Territorium der Vereinigten Staaten. Nach dem Louisiana Purchase wurde 1803 auch die Westseite der Wasserfälle US-amerikanisch.
Zebulon Pike hatte den Mississippi River 1805 erforscht und schloss einen Vertrag mit den Sioux ab, um das Land auf beiden Seiten des Flusses von der Mündung des Minnesota Rivers bis hinauf zu den Saint Anthony Falls zu erwerben. Die Vereinigten Staaten taten bis 1819 nur wenig, um das Land zu besetzen. Damals erhielt Colonel Henry Leavenworth den Befehl, einen Militärposten in dem Gebiet aufzubauen. Im Jahr darauf gründete Colonel Josiah Snelling ein dauerhaft besetztes Fort auf dem Flussufer mit Ausblick auf Pike Island und die Mündung des Minnesota Rivers. Der zunächst Fort Saint Anthony genannte Stützpunkt wurde später in Fort Snelling umbenannt und wurde ein Vorposten der Zivilisation in der Wildnis.
Franklin Steele stellte 1837 einen Anspruch auf das Land auf der Ostseite der Wasserfälle. Während des folgenden Jahrzehnts baute er eine Sägemühle auf und Holzfäller aus dem Norden begannen, Bäume zu fällen und zu Steeles Sägemühle zu flößen. 1849 teilte Steele sein Land auf und entwarf eine Flurkarte für die Stadt Saint Anthony. Die damaligen Säge- und Getreidemühlen arbeiteten erfolgreich und 1855 hatte die aufstrebende Stadt mehr als 3000 Einwohner. Die Westseite des Flusses gehörte zum militärischen Bereich von Fort Snelling, sie wurde erst 1854 zur Besiedlung freigegeben. Bereits 1849 hatte John H. Stevens 160 Acre (rund 0,65 km²) Land als Ausgleich für den Betrieb einer Fähre an den Wasserfällen erhalten. Das Hennepin County wurde 1852 gegründet und die Siedlung auf dem westlichen Ufer des Flusses erhielt den Namen Minneapolis, eine Wortprägung von Charles Hoag. Die beiden Städte prosperierten dank der Industrie- und Gewerbebetriebe, die sich um die Wasserfälle angesiedelt hatten. Minneapolis wurde 1867 als City inkorporiert und drei Jahre später erfolgte die Verschmelzung mit Saint Anthony.
Schließlich begannen die Getreidemühlen über die Sägewerke zu dominieren. 1860 belief sich die Produktion von Mehl auf 30.000 Barrel; sie erreichte 1869 rund 256.100 Barrel. Ab 1874 besaß Charles A. Pillsbury and Company fünf Mühlen an den Wasserfällen und die Washburn-Crosby Company (heute General Mills) besaß 1879 vier Mühlen. Das frühere Gebäude der Washburn "A" Mill explodierte am 2. Mai 1878, doch die Eigentümer erbauten rasch eine neue, noch größere Mühle. In der Zwischenzeit begann Pillsbury mit dem Bau der Pillsbury "A" Mill auf der Ostseite der Wasserfälle. Diese hatte eine Kapazität von 4000 Barrel täglich, als sie eröffnet wurde. Verbesserungen in der Mühlentechnik erlaubten es schließlich, das Getreide in feineres Mehl zu mahlen, sodass das in Minnesota erzeugte Mehl sehr gefragt wurde. Um 1900 verarbeiteten die Mühlen in Minneapolis rund 14,1 % des weltweit erzeugten Getreides.
Stand der Liste: 6. November 2009

## Legende
| NRHP | Historic Place             |
| HD   | Historic District          |
| NHL  | National Historic Landmark |

## Aktuelle Einträge
|     | Bezeichnung                                                                  | Bild | Datum der Eintragung | Lage | Ort              | Beschreibung |
| --- | ---------------------------------------------------------------------------- | ---- | -------------------- | --- | ---------------- | --- |
| 1   | Advance Thresher/Emerson-Newton Implement Company                            |      | 20. Sep. 1977        | 700–704 S. 3rd St. 44° 58′ 36,9″ N, 93° 15′ 30,5″ W                                                                           | Minneapolis      | Gewerbebau, dessen Architektur von Louis Sullivan beeinflusst war, mit neoklassizistischen Ornamenten |
| 2   | Ames-Florida House                                                           |      | 16. Okt. 1979        | 8131 Bridge St. 45° 5′ 12,1″ N, 93° 43′ 53,7″ W                                                                               | Rockford         | Das Haus wurde 1856 von den Gründern Rockfords erbaut. George F. Ames und Joel Florida erzeugten das Baumaterial an der Baustelle und bauten ihre eigenen Möbel. |
| 3   | Anoka-Champlin Mississippi River Bridge                                      |      | 31. Dez. 1979        | U.S. Highway 169 45° 11′ 25,4″ N, 93° 23′ 45,2″ W                                                                             | Champlin         | 1929 erbaute Brücke, die später bis auf die Pfeiler abgerissen und neu errichtet wurde. |
| 4   | Architects and Engineers Building                                            |      | 23. Feb. 1984        | 1200 2nd Ave., S. 44° 58′ 15″ N, 93° 16′ 25,2″ W                                                                              | Minneapolis      | Neorenaissance-Gebäude mit Büros und Räumlichkeiten für gestaltende Berufe |
| 5   | George W. Baird House                                                        |      | 27. März 1980        | 4400 W. 50th St. 44° 54′ 46″ N, 93° 20′ 12,2″ W                                                                               | Edina            | aus Backsteinen gebaute Farm, die 1866 ein prominenter Farmer in Edina Mills errichtete |
| 6   | Bardwell-Ferrant House                                                       |      | 9. Aug. 1984         | 2500 Portland Ave., S. 44° 57′ 21,6″ N, 93° 15′ 59,4″ W                                                                       | Minneapolis      | Haus im Queen Anne Style, das im Maurischen Stil überarbeitet wurde |
| 7   | Riley Lucas Bartholomew House                                                |      | 28. Nov. 1978        | 6901 Lyndale Ave., S. 44° 52′ 38,2″ N, 93° 17′ 17,4″ W                                                                        | Richfield        | 1852 erbautes Haus eines frühen Bewohners von Richfield; Bartholomew war Abgeordneter und einer der Architekten der Verfassung des Bundesstaates. |
| 8   | Basilica of St. Mary                                                         |      | 26. März 1975        | Hennepin Ave. at 16th St. 44° 58′ 23″ N, 93° 17′ 9,5″ W                                                                       | Minneapolis      | Basilika im Beaux-Arts-Stil, die vom selben Architekten gebaut wurde wie die Cathedral of Saint Paul in Saint Paul |
| 9   | Bennett-McBride House                                                        |      | 19. Sep. 1977        | 3116 3rd Ave., S. 44° 56′ 44,6″ N, 93° 16′ 22,9″ W                                                                            | Minneapolis      | Queen-Anne-Style-Haus mit einer Vielfalt von gedrechselten und gesägten Holzornamenten |
| 10  | Fredrika Bremer Intermediate School                                          |      | 31. Jan. 1978        | 1214 Lowry Ave., N. 45° 0′ 49,4″ N, 93° 17′ 41,7″ W                                                                           | Minneapolis      | Das 1888 gebaute Schulgebäude ist das älteste in Minneapolis. |
| 11  | Charles H. Burwell House                                                     |      | 2. Mai 1974          | County Highway 5 and McGinty Rd. 44° 56′ 29,6″ N, 93° 26′ 51,6″ W                                                             | Minnetonka       | Haus eines früheren Managers der Minnetonka Mills company |
| 12  | Butler Brothers Company                                                      |      | 11. März 1971        | 518 1st Ave., N. 44° 58′ 30″ N, 93° 16′ 4″ W                                                                                  | Minneapolis      | herausragendes Werk in der Karriere von Harry Wild Jones; die Renovierung 1976 machte den Weg frei für eine Reihe weiterer Renovierungen historischer Gebäude in Minneapolis |
| 13  | Cahill School                                                                |      | 9. Okt. 1970         | Eden Ave. und Minnesota Highway 100 44° 54′ 43″ N, 93° 20′ 59,6″ W                                                            | Edina            | Das älteste Gebäude in Edina wurde 1864 bis 1958 als Schulgebäude genutzt. |
| 14  | Calhoun Beach Club                                                           |      | 23. Dez. 2003        | 2730 W. Lake St. 44° 57′ 10,4″ N, 93° 18′ 38,4″ W                                                                             | Minneapolis      | Beachclub mit Unterkünften, Unterhaltungs- und Erholungseinrichtungen in einem Bauwerk, das einst als Hotel und als Radio- und Fernsehstudio dient |
| 15  | Cappelen Memorial Bridge                                                     |      | 28. Nov. 1978        | Franklin Ave. und Mississippi River 44° 57′ 53,1″ N, 93° 13′ 16,1″ W                                                          | Minneapolis      | Die Betonbogenbrücke, die den Mississippi River überspannt, ist die letzte Arbeit des Stadtbaumeisters Frederick William Cappelen. |
| 16  | Elbert L. Carpenter House                                                    |      | 13. Sep. 1977        | 314 Clifton Ave. 44° 57′ 59,7″ N, 93° 17′ 1,6″ W                                                                              | Minneapolis      | Das Backsteinhaus im neugeorgianischen Stil wurde 1906 für den Gründer des Minneapolis Symphony Orchestra gebaut. |
| 17  | Eugene J. Carpenter House                                                    |      | 13. Sep. 1977        | 300 Clifton Ave. 44° 57′ 59,1″ N, 93° 16′ 58,9″ W                                                                             | Minneapolis      | Das Haus im neogeorgianischen Stil wurde von Edwin H. Hewitt für den Holzindustriellen und Gönner des Minneapolis Institute of Arts gebauten. |
| 18  | Cedar Avenue Bridge                                                          |      | 6. Nov. 1989         | 10th Ave. und Mississippi River 44° 58′ 31,1″ N, 93° 14′ 44,8″ W                                                              | Minneapolis      | Stahlbetonbogenbrücke, die den Mississippi River in großer Höhe überspannt; Krönung des Lebenswerkes des Architekten Kristoffer Olsen Oustad. |
| 19  | Loren L. Chadwick Cottages                                                   |      | 9. Feb. 1984         | 2617 W. 40th St. 44° 55′ 49,5″ N, 93° 18′ 49,6″ W                                                                             | Minneapolis      | Die beiden kleinen Cottages wurden im Rahmen einer geplanten Cottagesiedlung zwischen Lake Calhoun und Lake Harriet gebaut. |
| 20  | Chamber of Commerce Building                                                 |      | 23. Nov. 1977        | 400 4th St., S. 44° 58′ 39,4″ N, 93° 15′ 48,8″ W                                                                              | Minneapolis      | Der erste Wolkenkratzer in Minneapolis mit Stahlrahmenkonstruktion wurde von Kees and Colburn entworfen. |
| 21  | Chicago, Milwaukee and St. Paul Railroad Grade Separation                    |      | 1. Juni 2005         | Parallel zur 29th St. zwischen Humboldt und 20th Ave., S.                                                                     | Minneapolis      | Dieser Eisenbahnkorridor wurde von der City of Minneapolis verlangt, um die Eisenbahnschienen entlang der Milwaukee Road unter das Straßenniveau zu verlegen und damit die niveaugleichen Bahnübergänge zu beseitigen. |
| 22  | Chicago, Milwaukee, St. Paul and Pacific Depot                               |      | 25. Nov. 1969        | W. 37th St. and Brunswick Ave. 44° 56′ 13,3″ N, 93° 21′ 28,5″ W                                                               | St. Louis Park   | 1887 entstandenes Eisenbahndepot im Eastlake-Stil |
| 23  | Chicago, Milwaukee, St. Paul and Pacific Depot, Freight House and Train Shed |      | 28. Nov. 1978        | 201 3rd Ave., S. 44° 58′ 47″ N, 93° 15′ 44″ W                                                                                 | Minneapolis      | großer Passagierbahnhof mit Frachtabfertigung im Neorenaissancestil; der Lokschuppen ist einer von nur einem Dutzend erhalten gebliebener solcher Bauwerke in den Vereinigten Staaten. |
| 24  | Christ Church Lutheran                                                       |      | 20. Juni 2001        | 3244 34th Ave., S 44° 56′ 37,5″ N, 93° 13′ 23,5″ W                                                                            | Minneapolis      | Eliel Saarinen hat diese Kirche im modernen Stil geplant, 2009 wurde das Bauwerk zu einer National Historic Landmark erklärt. |
| 25  | Church of St. Stephen (Catholic)                                             |      | 15. Aug. 1991        | 2201 Clinton Ave., S. 44° 57′ 38,7″ N, 93° 16′ 14,9″ W                                                                        | Minneapolis      | Kirche im Richardsonian Romanesque, die Frederick G. Corser entwarf und die 1889–1991 erbaut wurde. |
| 26  | Amos B. Coe House                                                            |      | 12. Jan. 1984        | 1700 S. 3rd Ave. 44° 57′ 58,5″ N, 93° 16′ 23,3″ W                                                                             | Minneapolis      | Backsteinhaus im Eastlake Style, das für einen Immobilienmakler aus Minneapolis gebaut wurde. |
| 27  | Como-Harriet Streetcar Line and Trolley                                      |      | 17. Okt. 1977        | 42nd St., W. und Queen Ave., S. 44° 55′ 58,9″ N, 93° 18′ 29,5″ W                                                              | Minneapolis      | Der erhalten gebliebene Abschnitt einer Straßenbahnlinie, die zwischen 1880 und 1954 in Betrieb war, wird heute vom Minnesota Transportation Museum betrieben. |
| 28  | Country Club Historic District                                               |      | 26. Apr. 1982        | grob begrenzt von 45th St., Arden Ave., 50th St. und Browndale Ave.44° 54′ 59″ N, 93° 20′ 32″ W                               | Edina            | Die frühe geplante Siedlung mit ihrem hohen architektonischen Standard trug zu dem Ruf Edinas bei, einer der vornehmsten Vororte der Twin Cities zu sein. |
| 29  | Crane Island Historic District                                               |      | 5. Aug. 1991         | Crane Island in Lake Minnetonka 44° 54′ 2″ N, 93° 39′ 45″ W                                                                   | Minnetrista      | Sommersiedlung am Lake Minnetonka mit Cottages im individuellen Eigentum sowie Gemeinschaftsflächen; die Siedlung wurde weitgehend vor 1915 erbaut |
| 30  | John R. Cummins Farmhouse                                                    |      | 2. Sep. 1982         | 13600 Pioneer Trail 44° 49′ 47,8″ N, 93° 26′ 55,8″ W                                                                          | Eden Prairie     | Farmhaus aus Backstein, das sich ein örtlicher Blumenzüchter in einer Mischung aus Neoklassizismus und Italianate-Stil erbaute |
| 31  | B. O. Cutter House                                                           |      | 30. Jan. 1976        | 400 10th Ave., SE. 44° 58′ 58,4″ N, 93° 14′ 26,4″ W                                                                           | Minneapolis      | Das Haus wurde von einem Zimmermeister gebaut und hat komplizierte handgeschnitzte Holzformleisten; es wurde später an John Gilfillan verkauft, einem Mitglied des US-Repräsentantenhauses |
| 32  | East Lake Branch Library                                                     |      | 26. Mai 2000         | 2916 E. Lake St. 44° 56′ 55,7″ N, 93° 13′ 43,7″ W                                                                             | Minneapolis      | frühere Zweigbücherei der Minneapolis Public Library mit Andeutungen des Tudorstils |
| 33  | Eitel Hospital                                                               |      | 27. Dez. 2007        | 1367 Willow St. 44° 58′ 9″ N, 93° 16′ 54″ W                                                                                   | Minneapolis      | Das Krankenhaus wurde von einem Arzt als Krankenhaus erster Klasse gegründet. Es ist dem Loring Park benachbart, die Privatzimmer sind geschmackvoll möbliert. |
| 34  | Excelsior Public School                                                      |      | 13. Nov. 1980        | 261 School Ave. 44° 54′ 5,2″ N, 93° 33′ 52,7″ W                                                                               | Excelsior        | Das Schulgebäude im neugeorgianischen Stil mit dem Glockenturm wurde 1899–1901 erbaut. Die Schule galt einst als eine der besten Landschulen im Hennepin County |
| 35  | Farmers and Mechanics Savings Bank                                           |      | 12. Jan. 1984        | 115 S. 4th St. 44° 58′ 43,3″ N, 93° 16′ 3,4″ W                                                                                | Minneapolis      | Beaux-Arts-/Neoklassizismus-Bankgebäude |
| 36  | Farmers and Mechanics Savings Bank                                           |      | 2. März 2006         | 88 S. 6th St. 44° 58′ 39,3″ N, 93° 16′ 11,6″ W                                                                                | Minneapolis      | Bankgebäude im Stil der Streamline Moderne mit Skulpturen eines Farmers und eines Mechanikers; inzwischen in ein Hotel konvertiert |
| 37  | Fire Station No. 19                                                          |      | 14. Jan. 1982        | 2001 University Ave., SE. 44° 58′ 34,5″ N, 93° 13′ 34,5″ W                                                                    | Minneapolis      | Feuerwache im Queen Anne Style aus dem Jahr 1893; hier entstand die Sportart Kittenball, ein Vorläufer der modernen Sportart Softball |
| 38  | First Church of Christ, Scientist                                            |      | 20. Juni 1986        | 614-620 E. 15th St. 44° 58′ 6″ N, 93° 15′ 57,7″ W                                                                             | Minneapolis      | Beaux-Arts-Kirchengebäude; erste Christian-Science-Kirche im oberen Mittelwesten |
| 39  | First Congregational Church                                                  |      | 15. Jan. 1979        | 500 8th Ave., SE. 44° 59′ 6,8″ N, 93° 14′ 34″ W                                                                               | Minneapolis      | Kirche im Richardsonian Romanesque, die von Warren H. Hayes entworfen und 1886 erbaut wurde |
| 40  | First National Bank-Soo Line Building                                        |      | 12. Mai 2008         | 101 S. 5th St. 44° 58′ 41,7″ N, 93° 16′ 9,3″ W                                                                                | Minneapolis      | Das von Robert Gibson im Beaux-Arts-Stil entworfene Gebäude bezieht Elemente der Neorenaissance ein. Bei der Erbauung 1915 war das Gebäude das höchste von Minneapolis. |
| 41  | Woodbury Fisk House                                                          |      | 6. Okt. 1983         | 424 5th St., SE. 44° 59′ 11,3″ N, 93° 14′ 52,3″ W                                                                             | Minneapolis      | Haus im Stil einer italienischen Villa, die 1870 für einen Teilhaber an einer Getreidemühle gebaut wurde |
| 42  | Flour Exchange Building                                                      |      | 29. Aug. 1977        | 310 4th Ave., S. 44° 58′ 43,9″ N, 93° 15′ 55,2″ W                                                                             | Minneapolis      | Das von Long and Kees entworfene Backsteinbürogebäude wurde durch Wolkenkratzer in Chicago, Illinois inspiriert. |
| 43  | Fort Snelling                                                                |      | 15. Okt. 1966        | umrahmt von Minnehaha Park, Mississippi River, Flughafen und Bloomington Rd.                                                  | Minneapolis      | Das erste US-amerikanische Fort in Minnesota trieb die Entwicklung der Nordwestregion an und war ein Schritt bei der Transition der States Army von einer kleinen Grenzstreitkraft in eine große Armee; wurde bereits 1960 zu einer National Historic Landmark erklärt.                                                                              |
| 44  | Fort Snelling-Mendota Bridge                                                 |      | 1. Dez. 1978         | Minnesota Highway 55 über den Mississippi River                                                                               | Minneapolis      | 1255 m lange Bogenbrücke, die zum Zeitpunkt ihrer Erbauung 1925 die längste durchgehende Bogenbrücke aus Beton weltweit war |
| 45  | Foshay Tower                                                                 |      | 20. Sep. 1978        | 821 Marquette Ave. 44° 58′ 28,3″ N, 93° 16′ 16,1″ W                                                                           | Minneapolis      | Bürogebäude, das als Vorbild das Washington Monument hatte; war mehr als vierzig Jahre lang das höchste Gebäude in Minneapolis |
| 46  | Lawrence A. and Mary Fournier House                                          |      | 18. Mai 1995         | 3505 Sheridan Ave. N. 45° 1′ 8,1″ N, 93° 18′ 39,9″ W                                                                          | Minneapolis      | Bungalow, der Prairie School und Arts and Crafts Movement kombiniert; der Designer arbeitete später mit Purcell und Elmslie zusammen |
| 47  | Fowler Methodist Episcopal Church                                            |      | 30. Jan. 1976        | 2011 Dupont Ave., S. 44° 57′ 45″ N, 93° 17′ 33″ W                                                                             | Minneapolis      | neuromanische Kirche mit zwei massiven steinernen Türmen |
| 48  | Franklin Branch Library                                                      |      | 26. Mai 2000         | 1314 W. Franklin Ave. 44° 57′ 47″ N, 93° 15′ 20,2″ W                                                                          | Minneapolis      | Das Gebäude aus dem Jahr 1914 ist die älteste von drei noch bestehenden Carnegie Librarys in Minneapolis. |
| 49  | Gethsemane Episcopal Church                                                  |      | 8. März 1984         | 901-905 4th Ave., S. 44° 58′ 20,6″ N, 93° 16′ 4,2″ W                                                                          | Minneapolis      | Diese Kirche ist eine der ältesten in Minneapolis und bedeutsam wegen ihres neugotischen Stils. |
| 50  | Peter Gideon Farmhouse                                                       |      | 17. Sep. 1974        | 24590 Glen Rd. 44° 54′ 15,1″ N, 93° 35′ 30,4″ W                                                                               | Shorewood        | Haus eines Obstbauern, der winterfeste Äpfel züchtete |
| 51  | Glen Lake Children’s Camp                                                    |      | 5. Aug. 1999         | 6350 Indian Chief Rd.44° 53′ 14″ N, 93° 27′ 54″ W                                                                             | Eden Prairie     | Dieses Sommerferienlager für Kinder mit Tuberkulose ist das einzige erhalten dieser Art in Minnesota. |
| 52  | John G. and Minnie Gluek House and Carriage House                            |      | 9. Feb. 1990         | 2447 Bryant Ave., S. 44° 57′ 27,9″ N, 93° 17′ 23,8″ W                                                                         | Minneapolis      | Das Haus wurde im viktorianischen Stil erbaut, beinhaltet aber auch neugeorgianische Elemente. Der Eigentümer war der Sohn eines in Minnesota prominenten Brauereibesitzers. |
| 53  | Grace Evangelical Lutheran Church                                            |      | 9. Jan. 1997         | 324 Harvard St., SE. 44° 58′ 22,2″ N, 93° 13′ 49,8″ W                                                                         | Minneapolis      | Neugotische Kirche, die 1915–17 von einer Schwedisch-Lutherischen Gemeinde gebaut wurde, um Universitätsstudenten zu dienen |
| 54  | Great Northern Depot                                                         |      | 7. Juli 1981         | 402 E. Lake St. 44° 58′ 6,6″ N, 93° 31′ 3,3″ W                                                                                | Wayzata          | In Holzständerbauweise erbautes Eisenbahngebäude, das 1906 gebaut wurde, um den Personenverkehr zu einer Stadt am Lake Minnetonka abzuwickeln |
| 55  | Jonathan Taylor Grimes House                                                 |      | 16. März 1976        | 4200 W. 44th St. 44° 55′ 20,4″ N, 93° 19′ 54,2″ W                                                                             | Edina            | Das neugotische Haus wurde 1869 von Jonathan Taylor Grimes, gebaut. Dieser hatte Ginkgo und Trompetenbäume nach Minnesota gebracht. |
| 56  | Hagel Family Farm                                                            |      | 27. Dez. 2006        | 11475 Tilton Trail, S. 45° 9′ 46″ N, 93° 34′ 5″ W                                                                             | Hassan Township  | Die Mitte des 19. Jahrhunderts entstandene Farm zeichnet sich durch hohe historische Integrität aus. |
| 57  | Hanover Bridge                                                               |      | 11. Dez. 1979        | abseits des County Highway 19 über den Crow River 45° 9′ 12,7″ N, 93° 39′ 41,5″ W                                             | Rogers           | Die Brücke ist eine der letzten noch existierenden vernieteten gusseisernen parallelgurtige Fachwerkbrücke in Minnesota. |
| 58  | Healy Block Residential Historic District                                    |      | 27. Mai 1993         | 3101-3145 2nd Ave., S. and 3116-3124 3rd Ave., S. 44° 56′ 43,8″ N, 93° 16′ 27″ W                                              | Minneapolis      | Die Gruppe aus 14 Häusern im Queen Anne Style wurde von dem Bauunternehmern Theron P. Healy errichtet und ist vom Interstate 35W sichtbar. |
| 59  | Hennepin County Library                                                      |      | 2. Okt. 1978         | 4915 N. 42nd Ave. 45° 1′ 52,1″ N, 93° 20′ 31,2″ W                                                                             | Robbinsdale      | lokale Bücherei, die 1925 durch den Robbinsdale Library Club gebaut wurde |
| 60  | Hennepin Theatre                                                             |      | 19. Jan. 1996        | 910 Hennepin Ave. 44° 58′ 36,4″ N, 93° 16′ 39″ W                                                                              | Minneapolis      | Das Theater ist das größte von drei renovierten Theatern an der Hennepin Avenue; herausragend durch das Interieur mit den Terracottaskulpturen. |
| 61  | Edwin H. Hewitt House                                                        |      | 6. Apr. 1978         | 126 E. Franklin Ave. 44° 57′ 46,8″ N, 93° 16′ 28,7″ W                                                                         | Minneapolis      | Das Haus eines örtlichen Architekten verbindet Arts and Crafts mit Tudor Revival styles |
| 62  | Hinkle-Murphy House                                                          |      | 20. Sep. 1984        | 619 10th St., S. 44° 58′ 12,2″ N, 93° 15′ 55,9″ W                                                                             | Minneapolis      | Das Haus gilt als eines der besten Beispiele des Georgian Revival in Minneapolis. |
| 63  | Intercity Bridge                                                             |      | 6. Nov. 1989         | Ford Parkway 44° 55′ 4,2″ N, 93° 12′ 13,9″ W                                                                                  | Minneapolis      | Die klassizistisch anmutende Betonbogenbrücke mit obenliegender Fahrbahn quert den Mississippi River zwischen Minneapolis und St. Paul. |
| 64  | Interlachen Bridge                                                           |      | 6. Nov. 1989         | William Berry Dr. in William Berry Park 44° 55′ 52,7″ N, 93° 18′ 30,9″ W                                                      | Minneapolis      | Die 1900 erbaute und nicht veränderte Brücke ist die erste Stahlbetonbogenbrücke, deren Bau in Minnesota dokumentiert ist. |
| 65  | Harry W. Jones House                                                         |      | 7. Juni 1976         | 5101 Nicollet Ave. 44° 54′ 37,2″ N, 93° 16′ 38,7″ W                                                                           | Minneapolis      | Shingle-Style-Haus, das einem der bekanntesten Architekten der Stadt gehörte, Harry Wild Jones |
| 66  | Lakewood Cemetery Memorial Chapel                                            |      | 20. Okt. 1983        | 3600 Hennepin Ave. 44° 56′ 10,7″ N, 93° 17′ 55,8″ W                                                                           | Minneapolis      | Kapelle mit Kuppel, deren Vorbild die Hagia Sophia in Istanbul ist; die Mosaiken im Innern wurden von italienischen Künstlern gefertigt. |
| 67  | Harry F. Legg House                                                          |      | 3. Juni 1976         | 1601 Park Ave., S. 44° 58′ 1,2″ N, 93° 15′ 52,2″ W                                                                            | Minneapolis      | Wohnhaus im Queen Anne Style in Elliott Park |
| 68  | Linden Hills Branch Library                                                  |      | 26. Mai 2000         | 2900 W. 43rd St. 44° 55′ 29,7″ N, 93° 18′ 58,1″ W                                                                             | Minneapolis      | Bücherei im Tudor Revival, die über großzügige Leseräume verfügt |
| 69  | Little Sisters of the Poor Home for the Aged                                 |      | 21. Sep. 1978        | 215 Broadway Ave., NE. 44° 59′ 56,2″ N, 93° 15′ 54,6″ W                                                                       | Minneapolis      | Das neuromanisches Gebäude von Frederick Corser mit späteren Ergänzungen von Kees and Colburn wurde von einer Religionsgemeinschaft als Altersheim gebaut. |
| 70  | Lock and Dam No. 2                                                           |      | 13. Juni 2003        | Mississippi River nördlich von Lake St/Marshall Ave.                                                                          | Minneapolis      | Die erste Schleuse mit Stauwehr am Mississippi River wurde 1907 errichtet; abgebrochen, als der Ford Dam gebaut wurde. |
| 71  | John Lohmar House                                                            |      | 18. Apr. 1977        | 1514 Dupont Ave., N. 44° 59′ 40,7″ N, 93° 17′ 30,4″ W                                                                         | Minneapolis      | im Queen Anne Style gestaltetes Wohnhaus eines örtlichen Geschäftsmannes und Mühlenbesitzers |
| 72  | Lumber Exchange Building                                                     |      | 19. Mai 1983         | 425 Hennepin Ave., 10 S. 5th St. 44° 58′ 47,8″ N, 93° 16′ 18″ W                                                               | Minneapolis      | Der 1886 im Richardsonian Romanesque durch Long and Kees geplante Turm war bei seiner Erbauung das höchste Gebäude der Stadt. |
| 73  | Charles J. Martin House                                                      |      | 26. Apr. 1978        | 1300 Mount Curve Ave. 44° 58′ 4,1″ N, 93° 17′ 45,9″ W                                                                         | Minneapolis      | Das Wohnhaus im Stil eines Palastes aus der Renaissance wurde 1904 für den Schatzmeister der Washburn Crosby Company gebaut. |
| 74  | Masonic Temple                                                               |      | 5. Sep. 1975         | 528 Hennepin Ave. 44° 58′ 45,8″ N, 93° 16′ 23,9″ W                                                                            | Minneapolis      | Das von Long and Kees entworfene ehemalige Versammlungshaus der Freimaurer ist mit Gravuren, falschen Säulen im ägyptischen Stil, hervortretenden Jochen und Balkonen verziert. |
| 75  | Maternity Hospital                                                           |      | 27. März 1980        | 300 Queen Ave., N. 44° 58′ 49,2″ N, 93° 19′ 16,6″ W                                                                           | Minneapolis      | Frauenklinik, die von der Sozialreformerin und Frauenrechtlerin Martha Ripley gegründet wurde |
| 76  | Milwaukee Avenue Historic District                                           |      | 2. Mai 1974          | Milwaukee Ave. zwischen Franklin Ave. und 24th St.                                                                            | Minneapolis      | Die geplante Siedlung mit kleinen Häusern auf Viertel-Acre-Parzellen war für die Arbeiterklasse bestimmt und wird wegen ihrer architektonischen Konsistenz erhalten. |
| 77  | Minneapolis Armory                                                           |      | 26. Sep. 1985        | 500-530 6th St., S. 44° 58′ 30,3″ N, 93° 15′ 47,8″ W                                                                          | Minneapolis      | Das Zeughaus wurde von der Public Works Administration gebaut und ist ein Beispiel der Phase der Streamline Moderne des Art déco von nationaler Bedeutung. |
| 78  | Minneapolis Brewing Company                                                  |      | 21. Juni 1990        | Kreuzung von Marshall St. und 13th Ave., NE. 44° 59′ 59,7″ N, 93° 16′ 12,9″ W                                                 | Minneapolis      | Das weithin sichtbare Brauereigebäude im Nordosten von Minneapolis stand 1975–1999 leer und wurde danach in ein Bürogebäude umgebaut. |
| 79  | Minneapolis City Hall and Hennepin County Courthouse                         |      | 4. Dez. 1974         | 400 S. 4th Ave. 44° 58′ 38,4″ N, 93° 15′ 54,2″ W                                                                              | Minneapolis      | Rathaus der Stadt im Richardsonian Romanesque mit Courthouse, dessen Vorbild das Allegheny County Courthouse ist |
| 80  | Minneapolis Fire Department Repair Shop                                      |      | 19. Mai 2005         | 24 University Ave., NE. und 222 1st Ave., NE. 44° 59′ 19,3″ N, 93° 15′ 26,1″ W                                                | Minneapolis      | Werkstatt, wo die Stadtverwaltung von Minneapolis von Pferden gezogene Feuerwehrausrüstung in motorgetriebene Fahrzeuge umbauen ließ, um die Feuerwehren zu reorganisieren und zu verbessern. |
| 81  | Minneapolis Pioneers and Soldiers Memorial Cemetery                          |      | 6. Juni 2002         | 2925 Cedar Ave., S. 44° 56′ 59″ N, 93° 14′ 40″ W                                                                              | Minneapolis      | Der älteste noch bestehende Friedhof in Minneapolis ist die letzte Ruhestätte vieler Bürger aus der Anfangszeit der Stadt. |
| 82  | Minneapolis Public Library, North Branch                                     |      | 7. Dez. 1977         | 1834 Emerson Ave., N. 44° 59′ 54,3″ N, 93° 17′ 36″ W                                                                          | Minneapolis      | Die erste Zweigbibliothek der Minneapolis Public Library wurde 1893 speziell als Selbstbedienungsbibliothek konzipiert. |
| 83  | Minneapolis Warehouse Historic District                                      |      | 3. Nov. 1989         | grob begrenzt von River St., 1st Ave., N., 6th St., N., 2nd Ave., N., 5th St., N., 5th Ave., N., 3rd St. N. und 10th Ave., N. | Minneapolis      | Durch die große Konzentration von Lagerhäusern wird die Bedeutung von Minneapolis als Zentrum für die Verteilung von Gütern deutlich. Die Gebäude wurden von verschiedenen bekannten örtlichen Architekten in diversen Architekturstilen geplant. |
| 84  | Minneapolis YMCA Central Building                                            |      | 29. Nov. 1995        | 36 S. 9th St. (ehemals 30 S. 9th St.) 44° 58′ 33,8″ N, 93° 16′ 29,8″ W                                                        | Minneapolis      | Das Gebäude des YMCA wurde von Long, Lamoreaux, and Long im neugotischen Stil entworfen. |
| 85  | Minnehaha Grange Hall                                                        |      | 9. Okt. 1970         | Eden Ave. am Minnesota Highway 100 44° 54′ 43,3″ N, 93° 20′ 59,6″ W                                                           | Edina            | Versammlungshaus des Grange aus dem Jahr 1879; das Gebäude diente von 1888 bis 1942 als Rathaus Edinas. |
| 86  | Minnehaha Historic District                                                  |      | 25. Nov. 1969        | begrenzt von Hiawatha und Minnehaha Ave. sowie Godfrey Rd. 44° 54′ 56″ N, 93° 12′ 39″ W                                       | Minneapolis      | bereits früh eingerichteter Stadtpark, der einige historische Häuser und Stätten sowie einen Bahnhof aus den 1870er Jahren enthält |
| 87  | Minnesota Soldiers' Home Historic District                                   |      | 2. März 1989         | grob umgrenzt von Minnehaha Ave., dem Mississippi River und dem Godfrey Parkway                                               | Minneapolis      | Veteranenheim, dessen Generalplan vom Landschaftsarchitekten Horace Cleveland 1887 erstellt wurde; die Gebäude plante Warren B. Dunnell |
| 88  | Moline, Milburn and Stoddard Company                                         |      | 20. Feb. 1975        | 250 3rd Ave., N. 44° 59′ 0,4″ N, 93° 16′ 27,7″ W                                                                              | Minneapolis      | Kalkstein-Fabrikgebäude mit Ausstellungsraumes eines Unternehmens für Landtechnik |
| 89  | Elisha and Lizzie Morse Jr. House                                            |      | 28. Juli 1995        | 2325–2327 Pillsbury Ave., S. 44° 57′ 39,6″ N, 93° 16′ 51,5″ W                                                                 | Minneapolis      | Villa im italienischen Stil mit einer auffallenden Kuppel |
| 90  | Frieda and Henry J. Neils House                                              |      | 26. Mai 2004         | 2801 Burnham Blvd. 44° 57′ 29,9″ N, 93° 19′ 2,4″ W                                                                            | Minneapolis      | Frank Lloyd Wright gestaltete das 1949 in der Nähe des Cedar Lakes gebaute Haus im Usonian-Stil. |
| 91  | New Main-Augsburg Seminary                                                   |      | 6. Okt. 1983         | 731 21st Ave., S. 44° 57′ 56,8″ N, 93° 14′ 30,1″ W                                                                            | Minneapolis      | Das 1901 erbaute Gebäude mit den Säulen aus Granit und Terracotta ist der als Old Main bekannte Teil des Augsburg College. |
| 92  | George R. Newell House                                                       |      | 15. Sep. 1977        | 1818 LaSalle Ave. 44° 57′ 53,9″ N, 93° 16′ 47,4″ W                                                                            | Minneapolis      | imposantes neoromanisches Haus mit Sandstein-Fassade, teurer Schnitzereien im Inneren und Lampen von Tiffany's |
| 93  | Nokomis Knoll Residential Historic District                                  |      | 5. Aug. 1999         | begrenzt von W. 52nd St., West Lake Nokomis Parkway, E. 54th St. und Bloomington Ave.                                         | Minneapolis      | Das Mittelklasse-Viertel mit den Häusern im Tudor Revival und andere Revival-Stile, die in den 1920er und 1930er Jahren populär waren. |
| 94  | North East Neighborhood House                                                |      | 19. Juli 2001        | 1929 2nd St., NE. 45° 0′ 29,3″ N, 93° 15′ 56,6″ W                                                                             | Minneapolis      | Das 1919 im neugeorgianischen Stil erbaute Nachbarschaftshaus diente als Treffpunkt von Einwanderern und Arbeitslosen. |
| 95  | Northwestern Knitting Company Factory                                        |      | 3. Juni 1983         | 718 Glenwood Ave. 44° 58′ 49,6″ N, 93° 17′ 18,3″ W                                                                            | Minneapolis      | Fabrikgebäudes eines Herstellers von Unterwäsche; das Unternehmen wurde 1912 zu einem der führenden Hersteller in den Vereinigten Staaten für Unterwäsche. |
| 96  | Ogden Apartment Hotel                                                        |      | 13. Jan. 1992        | 66–68 S. 12th St. 44° 58′ 22,1″ N, 93° 16′ 38″ W                                                                              | Minneapolis      | Anfang des 20. Jahrhunderts unüblicher Wohnungsbautyp für Mittelklasse-Einwohner: statt individueller Küchen sind die Apartments um ein gemeinsames Restaurant angeordnet. |
| 97  | Floyd B. Olson House                                                         |      | 31. Dez. 1974        | 1914 W. 49th St. 44° 54′ 52,2″ N, 93° 18′ 14,1″ W                                                                             | Minneapolis      | Haus von Floyd B. Olson, einem Gouverneur Minnesotas und Führers der Minnesota Farmer-Labor Party, der für soziale Gerechtigkeit kämpfte |
| 98  | Dr. Oscar Owre House                                                         |      | 8. März 1984         | 2625 Newton Ave., S. 44° 57′ 28,4″ N, 93° 18′ 20″ W                                                                           | Minneapolis      | von Purcell & Elmslie entworfenes Haus, das den Lake of the Isles überschaut |
| 99  | Charles and Grace Parker House                                               |      | 11. Juni 1992        | 4829 Colfax Ave., S. 44° 54′ 54,9″ N, 93° 17′ 27,2″ W                                                                         | Minneapolis      | von Purcell & Elmslie im Prairie Style entworfenes Haus eines örtlichen Geschäftsmannes |
| 100 | Peavey-Haglin Experimental Concrete Grain Elevator                           |      | 19. Dez. 1978        | Kreuzung der Minnesota Highways 7 und 100 44° 56′ 34,8″ N, 93° 20′ 39,3″ W                                                    | St. Louis Park   | Dieser runde Weizensilo war der erste Weizensilo aus Stahlbeton in den Vereinigten Staaten, möglicherweise weltweit; das Bauwerk wurde 1981 zu einer National Historic Landmark erklärt. |
| 101 | Pence Automobile Company Building                                            |      | 27. Dez. 2007        | 800 Hennepin Ave. 44° 58′ 38″ N, 93° 16′ 35″ W                                                                                | Minneapolis      | Bürogebäude eines Automobilhändlers und Bankbesitzers mit Ornamentierung aus Terracotta, das von der Arbeit Louis Sullivans inspiriert wurde |
| 102 | Phi Gamma Delta Fraternity House                                             |      | 15. Sep. 2005        | 1129 University Ave., SE. 44° 58′ 51,9″ N, 93° 14′ 21,1″ W                                                                    | Minneapolis      | Das Haus der Fraternity Phi Gamma Delta wurde von dem Architekten Carl B. Stravs geplant, der sich von der Wiener Secession inspirieren ließ; dieser Stil war zur Bauzeit ungewöhnlich. |
| 103 | Pillsbury A Mill                                                             |      | 13. Nov. 1966        | 301 Main St., SE. 44° 59′ 2,2″ N, 93° 15′ 9,6″ W                                                                              | Minneapolis      | Die Getreidemühle wurde 1881 erbaut und war vier Jahrzehnte lang die größte der Welt; das Objekt wurde bereits 1966 als eine National Historic Landmark eingestuft. |
| 104 | Pittsburgh Plate Glass Company Building                                      |      | 13. Sep. 1977        | 616 S. 3rd St. 44° 58′ 37,8″ N, 93° 15′ 33,7″ W                                                                               | Minneapolis      | Die Architektur dieses Lagerhausgebäude aus Backsteinen weist Einflüsse von Henry Hobson Richardson, Louis Sullivan und John Wellborn Root auf. |
| 105 | Gideon H. Pond House                                                         |      | 16. Juli 1970        | 401 E. 104th St. 44° 48′ 55,5″ N, 93° 16′ 14″ W                                                                               | Bloomington      | Haus eines frühen Missionars bei den Dakota in Minnesota, der ein Wörterbuch über deren Sprache schrieb. |
| 106 | Prospect Park Water Tower and Tower Hill Park                                |      | 13. Nov. 1997        | 55 Malcolm Ave., SE. 44° 58′ 48″ N, 93° 15′ 51″ W                                                                             | Minneapolis      | Der auffällige Wasserturm wurde 1913 am höchsten Punkt von Minneapolis gebaut; das Design stammt von Frederick W. Cappelen. |
| 107 | William Gray Purcell House                                                   |      | 29. Okt. 1974        | 2328 Lake Pl. 44° 57′ 33,6″ N, 93° 18′ 1,7″ W                                                                                 | Minneapolis      | Das von Purcell & Elmslie entworfene Haus im Prairie Style gilt als eine der besten Arbeiten dieses Architekturbüros. |
| 108 | Queen Avenue Bridge                                                          |      | 6. Nov. 1989         | W. Lake Harriet Boulevard 44° 55′ 28,1″ N, 93° 18′ 39,8″ W                                                                    | Minneapolis      | drittälteste Stahlbeton-Bogenbrücke in Minnesota |
| 109 | Rand Tower                                                                   |      | 14. Apr. 1994        | 527–529 Marquette Ave. 44° 58′ 55,5″ N, 93° 16′ 32,7″ W                                                                       | Minneapolis      | Der von Holabird & Root entworfene Wolkenkratzer im Stil des Art déco entstand zwischen 1928 und 1929. |
| 110 | Roosevelt Community Library                                                  |      | 26. Mai 2000         | 4026 28th Ave., S. 44° 55′ 36,9″ N, 93° 13′ 44,8″ W                                                                           | Minneapolis      | Die kleine Filiale der Minneapolis Public Library wurde im Tudor Revival nach dem Vorbild der East Lake Community Library erbaut. |
| 111 | Sears, Roebuck and Company Mail-Order Warehouse and Retail Store             |      | 29. Juli 2005        | 2929 Chicago Ave., S. 44° 56′ 57,5″ N, 93° 15′ 39,3″ W                                                                        | Minneapolis      | Das große Warenhausgebäude trug zum außerordentlichen Wachstum von Sears, Roebuck and Company zu Beginn des 20. Jahrhunderts bei und symbolisiert den Aufstieg des Konsumentenkapitalismus in den Vereinigten Staaten. |
| 112 | Anne C. and Frank B. Semple House                                            |      | 26. Feb. 1998        | 100–104 W. Franklin Ave. 44° 57′ 47,1″ N, 93° 16′ 46″ W                                                                       | Minneapolis      | Beaux-Arts-Haus eines wohlhabenden Werkzeughändlers und seiner Frau |
| 113 | Sam S. Shubert Theatre                                                       |      | 31. Okt. 1995        | 516 Hennepin Ave., S. 44° 58′ 46,8″ N, 93° 16′ 23″ W                                                                          | Minneapolis      | Neoklassizistisches Theater mit einer Fassade aus Terracotta, die von William Albert Swasey geplant wurde und 1910 für The Shubert Organization errichtet wurde |
| 114 | H. Alden Smith House                                                         |      | 16. März 1976        | 1403 Harmon Pl. 44° 58′ 21,8″ N, 93° 16′ 50,8″ W                                                                              | Minneapolis      | Brownstone-Herrenhaus im Stil des Richardsonian Romanesque eines Händlers für Fenster und Türen |
| 115 | Lena O. Smith House                                                          |      | 26. Sep. 1991        | 3905 5th Ave., S. 44° 55′ 54,7″ N, 93° 16′ 4,9″ W                                                                             | Minneapolis      | Wohnhaus einer prominenten afroamerikanischen Bürgerrechtsanwältin, der Gründerin der Minneapolis Urban League und der ersten weiblichen Vorsitzenden der lokalen Vereinigung der NAACP |
| 116 | St. Anthony Falls Historic District                                          |      | 11. März 1971        | am Mississippi River zwischen Plymouth und S. 10th Ave.                                                                       | Minneapolis      | Der einzige größere Wasserfall am Mississippi River wurde durch Father Hennepin 1680 benannt; Hennepin war der erste Europäer, der den Wasserfall sah. Die Wasserkraft trieb Sägemühlen und Getreidemühlen an und erzeugte elektrische Energie. Die Wasserkraft war der Grund für die Gründung der Städte St. Anthony (1849) und Minneapolis (1857). |
| 117 | Station 13 Minneapolis Fire Department                                       |      | 23. Dez. 2003        | 4201 Cedar Ave., S. 44° 55′ 37,7″ N, 93° 14′ 47,3″ W                                                                          | Minneapolis      | Die Feuerwache wurde im Craftsman/Bungalow-Stil erbaut, um sich harmonisch in das Wohnviertel einzufügen, das sich damals rasch entwickelte. |
| 118 | Station 28 Minneapolis Fire Department                                       |      | 12. Nov. 1993        | 2724 W. 43rd St. 44° 55′ 29,4″ N, 93° 18′ 47,6″ W                                                                             | Minneapolis      | Die Feuerwache wurde im Viertel Linden Hills in Minneapolis gebaut, als sich das Viertel von einer Sommersiedlung in ein Wohnviertel mit ständiger Bevölkerung wandelte. |
| 119 | Stevens Square Historic District                                             |      | 1. Juli 1993         | grob begrenzt durch E. 17th St., 3rd Ave. S., Franklin Ave. und 1st Ave. S. 44° 57′ 52″ N, 93° 16′ 28″ W                      | Minneapolis      | Der historische Distrikt mit Apartmentgebäuden und Einfamilienhäusern mit gemeinsamen Architekturmerkmalen, die um einen öffentlichen Park angeordnet sind, reflektiert die rasche Entwicklung beim Wohnungsbau in der Zeit vor und nach dem Ersten Weltkrieg.                                                                                       |
| 120 | Stewart Memorial Presbyterian Church                                         |      | 28. Nov. 1978        | 116 E. 32nd St. 44° 56′ 42,6″ N, 93° 16′ 32″ W                                                                                | Minneapolis      | Im Prairie Style gebaute Kirche; der von Frank Lloyd Wrights Unity Temple beeinflusste Entwurf stammt von William Gray Purcell. Das Bauwerk ist eine der wenigen in diesem Stil gebauten Kirchen. |
| 121 | Sumner Branch Library                                                        |      | 26. Mai 2000         | 611 Emerson Ave., N. 44° 59′ 5,7″ N, 93° 17′ 40,3″ W                                                                          | Minneapolis      | Filiale der Minneapolis Public Library; diese entstand als Carnegie Library und war zu Beginn des 20. Jahrhunderts ein Hafen für jüdische Einwanderer. |
| 122 | Swinford Townhouses and Apartments                                           |      | 25. Okt. 1990        | 1213–1221 und 1225 Hawthorne Ave. 44° 58′ 30,8″ N, 93° 16′ 54,5″ W                                                            | Minneapolis      | Reihenhäuser und ein Apartmentgebäude mit einer Reihe architektonischer Details, die als Wohnungen für die Oberklasse in den 1880er und 1890er Jahren entstanden |
| 123 | Thirty-sixth Street Branch Library                                           |      | 26. Mai 2000         | 347 E. 36th St. 44° 56′ 14,5″ N, 93° 16′ 13,2″ W                                                                              | Minneapolis      | Zweigstelle der Minneapolis Public Library, die heute als Hosmer Community Library bekannt ist. |
| 124 | Thompson Summer House                                                        |      | 15. Jan. 1998        | 3012 Shoreline Dr. 44° 56′ 20,3″ N, 93° 35′ 59,1″ W                                                                           | Minnetonka Beach | Das Sommerhaus wurde 1887 in Holzständerbauweise für einen prominenten Rechtsanwalt errichtet./civic leader |
| 125 | Swan Turnblad House                                                          |      | 26. Aug. 1971        | 2600 Park Ave. 44° 58′ 49″ N, 93° 16′ 29″ W                                                                                   | Minneapolis      | Herrensitz mit verschiedenen Einflüssen exotischer Architektur; das zwischen 1903 und 1910 entstandene Bauwerk wurde Zeitungausgebers schwedischer Herkunft zu Baukosten von 1,5 Millionen US-Dollar erbaut. |
| 126 | Twin City Rapid Transit Company Steam Power Plant                            |      | 25. Nov. 1994        | 12–20 6th Ave., SE. 44° 58′ 50,9″ N, 93° 14′ 56,8″ W                                                                          | Minneapolis      | Das im Neorenaissancestil 1903 errichtete Kraftwerk wurde gebaut, um die Straßenbahnen des Twin City Rapid Transit anzutreiben. |
| 127 | University of Minnesota Old Campus Historic District                         |      | 23. Aug. 1984        | University Ave. und 15th Ave. 44° 58′ 42″ N, 93° 14′ 12″ W                                                                    | Minneapolis      | Die dreizehn Bauwerke von verschiedenen bekannten Architekten in einer Vielfalt von Baustilen entstanden zwischen 1886 und 1907 und repräsentieren eine wichtige Periode der Expansion der University of Minnesota. |
| 128 | Horatio P. Van Cleve House                                                   |      | 16. März 1976        | 603 5th St., SE, 44° 59′ 10″ N, 93° 14′ 44,1″ W                                                                               | Minneapolis      | 1858 erbauter Wohnsitz von Horatio P. Van Cleve, einem General im Sezessionskrieg; Van Cleve war Kommandeur der 2nd Minnesota Volunteer Infantry. |
| 129 | George W. and Nancy B. Van Dusen House                                       |      | 18. Mai 1995         | 1900 LaSalle Ave. 44° 57′ 50,3″ N, 93° 16′ 46,5″ W                                                                            | Minneapolis      | ausgedehnter 1100 m² Herrensitz eines Getreidesilobesitzers |
| 130 | Walker Branch Library                                                        |      | 26. Mai 2000         | 2901 Hennepin Ave., S. 44° 56′ 59,6″ N, 93° 17′ 52″ W                                                                         | Minneapolis      | Bibliotheksgebäude im Beaux-Arts-Stil, das von T. B. Walker gestiftet wurde, um die Büchereidienstleistungen in einem damals nur dünn besiedelten Teil von Minneapolis zu verbessern |
| 131 | Washburn "A" Mill                                                            |      | 4. Mai 1983          | 1st St. S. an der Portland Ave. 44° 58′ 44″ N, 93° 15′ 25″ W                                                                  | Minneapolis      | Die größte Mühle der Washburn Crosby Company, einem Vorläufer der General Mills verdeutlicht das Wachstum und die Wandlung des Müllerhandwerks in eine Massenproduktionsindustrie; seit 1983 als National Historic Landmark eingestuft. |
| 132 | Washburn Park Water Tower                                                    |      | 6. Okt. 1983         | 401 Prospect Ave. 44° 54′ 38,8″ N, 93° 17′ 2,5″ W                                                                             | Minneapolis      | von Harry Wild Jones entworfener Wasserturm, der mit Adlerskulpturen und Schutzengeln ornamentiert ist |
| 133 | Washburn-Fair Oaks Mansion District                                          |      | 17. Feb. 1978        | 1st und 2nd Ave., 22nd St. und Stevens Ave. 44° 57′ 40″ N, 93° 16′ 31″ W                                                      | Minneapolis      | Diese Gruppe von Herrenhäusern, die um den Washburn-Fair Oaks Park erbaut wurden und prominenten Familien von Minneapolis gehörten, weist eine Vielfalt damals populärer Baustile auf. |
| 134 | Wesley Methodist Episcopal Church                                            |      | 9. Feb. 1984         | 101 E. Grant St. 44° 58′ 10,8″ N, 93° 16′ 33,1″ W                                                                             | Minneapolis      | Auffallende Kirche im Richardsonian Romanesque, das 1880 von Warren H. Hayes entworfen wurde |
| 135 | Westminster Presbyterian Church                                              |      | 26. Juni 1998        | 83 12th St., S. 44° 58′ 17,9″ N, 93° 16′ 32″ W                                                                                | Minneapolis      | Kirchengebäude aus Stein, dessen Zwillingstürme von Charles S. Sedgwick und Warren H. Hayes geplant und das in den Jahren 1896–1897 gebaut wurde. |
| 136 | White Castle Building No. 8                                                  |      | 16. Okt. 1986        | 3252 Lyndale Ave., S. 44° 56′ 36″ N, 93° 17′ 17,6″ W                                                                          | Minneapolis      | 1936 erbautes vorfabriziertes Stahlbauwerk, das das erste Schnellrestaurant in Minneapolis beherbergte. |
| 137 | Malcolm Willey House                                                         |      | 23. Feb. 1984        | 255 Bedford St., SE. 44° 57′ 40,2″ N, 93° 12′ 29,5″ W                                                                         | Minneapolis      | Das 1934 von Frank Lloyd Wright erbaute Haus spiegelt die Transition seiner Entwürfe von der Prairie School zum Usonian wider. |
| 138 | Theodore Wirth House-Administration Building                                 |      | 7. Juni 2002         | 3954 Bryant Ave., S. 44° 55′ 52″ N, 93° 17′ 30″ W                                                                             | Minneapolis      | für Theodore Wirth gebautes Wohnhaus, das für den einflussreichen Oberaufseher der Parks von Minneapolis erbaut wurde, in dessen Dienstzeit die Modernisierung und Erweiterung des Parksystems fällt |
| 139 | Allemarinda and James Wyer House                                             |      | 18. Apr. 1977        | 201 Mill St. 44° 54′ 6,2″ N, 93° 33′ 44,5″ W                                                                                  | Excelsior        | Viktorianisches Cottage am Seeufer in der Nähe von Lake Minnetonka; das 1887 erbaute Haus war die Wohnung der Manager des Excelsior Amusement Park von 1925 bis 1974. |